# اوه نه!
«اوه نه!» (به انگلیسی: !Oh No) تک‌آهنگی از خواننده و ترانه‌سرای اهل بریتانیا مارینا و دیاموندز از اولین آلبوم استودیویی او جواهرات خانوادگی است که در ۲ اوت ۲۰۱۰ منتشر شد.